# Chiesa di Santa Maria (Bolzano Vicentino)
La chiesa di Santa Maria è la parrocchiale di Bolzano Vicentino, in provincia e diocesi di Vicenza; fa parte del vicariato di Dueville-Sandrigo.

## Storia
La pieve di Santa Maria di Bolzano Vicentino sorse probabilmente tra i secoli V e VI; tale pieve è matrice di diverse chiese, tra cui le parrocchiali di San Giorgio Martire di Quinto Vicentino, San Biagio di Lanzè, Santa Lucia di Lisiera, San Floriano di Vigardolo, San Michele Arcangelo di Valproto e Santa Cristina di Poianella.
La chiesa venne ricostruita nel 1138; un ulteriore rifacimento fu condotto nel XVI secolo. Nel 1681 venne eretto il campanile per volere dell'allora parroco don Girolamo Montesello; nel 1743 la torre dovette venir restaurata dopo essere stata danneggiata da una folgore e nel 1803 la pieve fu riedificata.

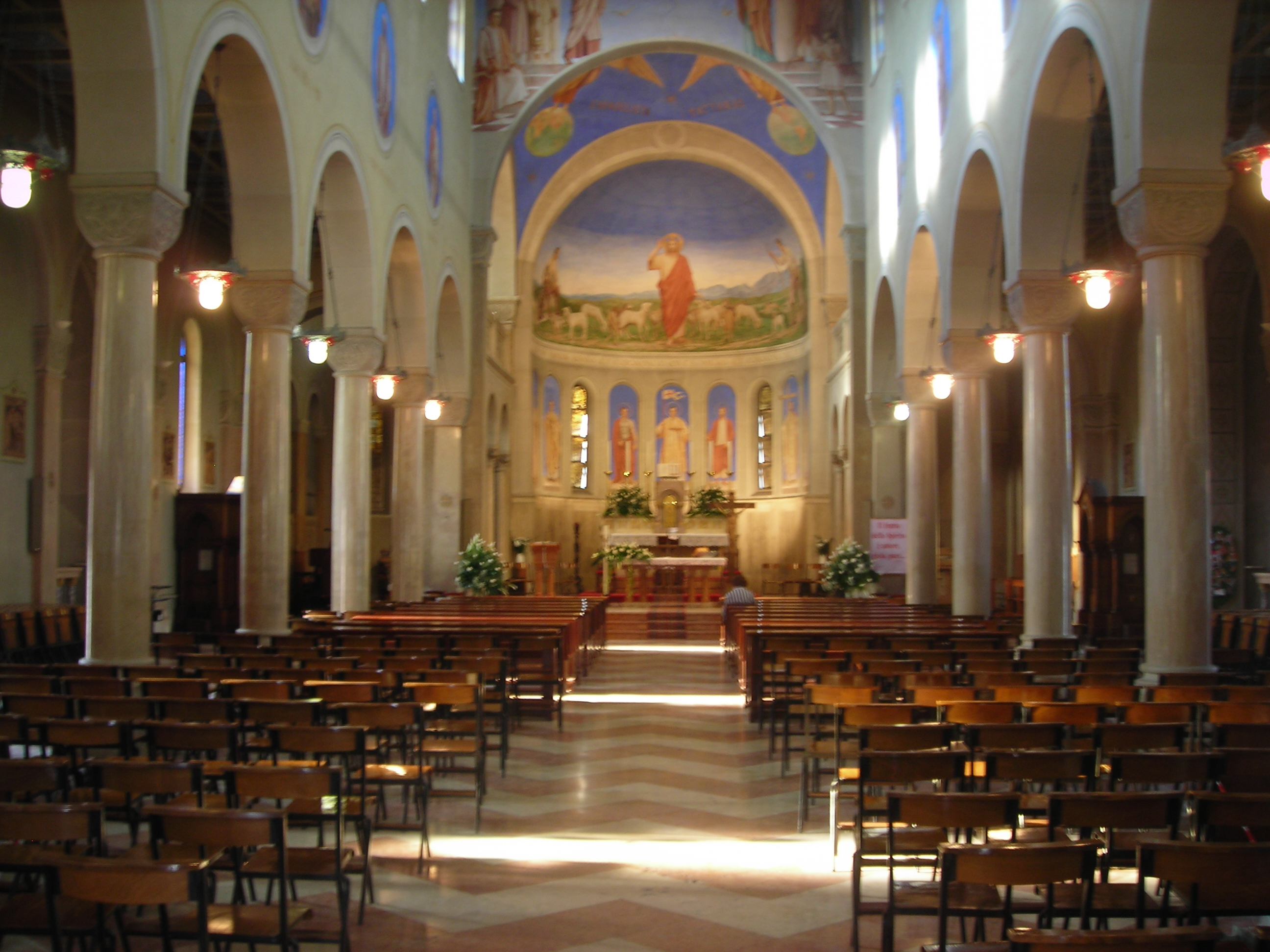
L'interno

All'inizio del XX secolo, su impulso di don Albano Dovigo, si decise di ricostruire la chiesa; il progetto venne affidato a Ferruccio Chemello e nel 1924 fu posta la prima pietra dell'attuale parrocchiale. I lavori, condotti dalla ditta Poncato Traverso, vennero portati a termine nel 1926; la chiesa fu consacrata il 18 settembre del 1937.

## Descrizione
La facciata, che è a salienti, è caratterizzata da una bicromia in cui si alternano fasce orizzontali di mattoni intonacati e di mattoni faccia a vista e presenta quattro lesene che la tripartiscono e in cima alle quali vi sono dei pinnacoli; ci sono tre ingressi, il maggiore dei quali è preceduto dal protiro.
L'interno si compone di tre navate; al termine dell'aula si sviluppa il presbiterio, a sua volta chiuso dall'abside di forma semicircolare.